# جيمي موراليس
جيمي موراليس أو خيمس إرنستو موراليس كابريرا (بالإسبانية: James Ernesto Morales Cabrera) هو رئيس غواتيمالا الخمسون. تولى بمنصب الرئاسة بعد فوزه بالجولة الثانية من الانتخابات الرئاسية في غواتيمالا في 25 أكتوبر 2015، ثم استلم المنصب في 14 يناير 2016 ليخلف الرئيس السابق أليخاندرو مالدونادو أغيري، حتى 14 يناير 2020.
ولد جيمي مورالس لعائلة فقيرة وهو مسيحي إنجيلي. كما أنه حاصل على درجة بكالوريوس إدارة أعمال من جامعة سان كارلوس ودرجة في الإلهيات.
جيمي موراليس ممثل سابق عرف عنه تمثيل أدوار فكاهية مع شقيقه.

## روابط خارجية
- الموقع الشخصي نسخة محفوظة 21 أكتوبر 2015 على موقع واي باك مشين.
- جيمي موراليس على موقع IMDb (الإنجليزية)
- جيمي موراليس على موقع الموسوعة البريطانية (الإنجليزية)
- جيمي موراليس على موقع مونزينجر (الألمانية)
- جيمي موراليس على موقع أول موفي (الإنجليزية)
- جيمي موراليس على موقع قاعدة بيانات الفيلم (الإنجليزية)
- جيمي موراليس على موقع كينوبويسك (الروسية)